# لوكا ميتروفيتش
لوكا ميتروفيتش (بالصربية: Лука Митровић) مواليد 21 مارس 1993 في نوفي ساد، صربيا والجبل الأسود، هو لاعب كرة سلة صربي. بدأ مسيرته الاحترافية في سنة 2011. تم اختياره من قبل فريق فيلادلفيا سفنتي سيكسرز خلال الدرافت. يحمل الرقم 9.

## إحصائيات المسيرة

### الدوري الأوروبي
| السنة   | الفريق                   | لعب | بدأ | دقيقة | ميداني% | ثلاثية | حرة  | ارتداد | صنع | استلاب | تصدي | نقطة | أداء |
| ------- | ------------------------ | --- | --- | ----- | ------- | ------ | ---- | ------ | --- | ------ | ---- | ---- | ---- |
| 2013–14 | نادي ريد ستار لكرة السلة | 7   | 5   | 13.9  | .409    | .125   | .750 | 4.0    | 1.0 | .4     | .3   | 3.6  | 6.7  |
| 2014–15 | نادي ريد ستار لكرة السلة | 24  | 20  | 24.7  | .429    | .175   | .780 | 5.2    | 2.3 | 1.0    | .2   | 8.6  | 9.7  |
| 2015–16 | نادي ريد ستار لكرة السلة | 4   | 1   | 14.3  | .500    | 1.000  | .500 | 2.5    | .3  | .0     | .5   | 3.3  | 4.0  |
| 2016–17 | نادي ريد ستار لكرة السلة | 28  | 27  | 15.7  | .450    | .167   | .536 | 2.3    | 1.4 | .5     | .1   | 4.1  | 4.3  |
| المسيرة | المسيرة                  | 63  | 53  | 18.6  | .438    | .187   | .679 | 3.6    | 1.6 | .7     | .2   | 5.8  | 6.6  |

## روابط خارجية
- لوكا ميتروفيتش على موقع الاتحاد الدولي لكرة السلة (الإنجليزية)
- لوكا ميتروفيتش على موقع الدوري الأوروبي لكرة السلة (الإنجليزية)
- لوكا ميتروفيتش على موقع سبورتس رفرنس (الإنجليزية)
- لوكا ميتروفيتش على موقع الدوري الإسباني لكرة السلة (الإسبانية)
- لوكا ميتروفيتش على موقع كرة السلة الأوروبية.كوم (الإنجليزية)
- لوكا ميتروفيتش على موقع DraftExpress.com (الإنجليزية)
- لوكا ميتروفيتش على موقع ريلجم (الإنجليزية)
- لوكا ميتروفيتش على موقع بروبوليرز (الإنجليزية)
- لوكا ميتروفيتش على موقع سبورتس رفرنس (الإنجليزية)